# Szatta (rejon kietczenierowski)
Szatta (ros. Шатта) – osiedle w Rosji, w Kałmucji, w rejonie kietczenierowskim. W 2010 liczyło 732 mieszkańców.